# 黄旭初
黃旭初（1892年—1975年11月18日），廣西省容縣人，為民國時期政治人物，「新桂系」首領之一，排名第四，在李宗仁、白崇禧及黃紹竑之後，在桂系各人在全國各地發展勢力時，則仰賴黃旭初在桂鞏固既有基地。

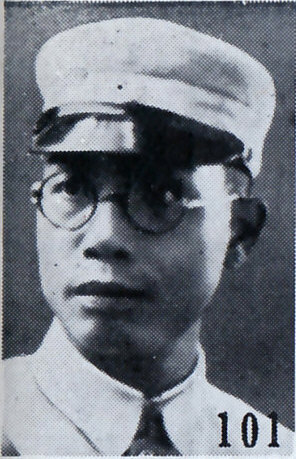
黄旭初

## 生平
秀才家庭出身，黃旭初從軍出身，為陸軍大學第四期畢業，由基層做起，後受李宗仁等賞識及提拔，由1931年起出任廣西省政府主席，直至國軍撤守為止，主政桂省二十年，同時亦兼任中國國民黨中央委員。1947年7月19日，國民政府派黃旭初為國民大會代表立法院立法委員廣西省選舉事務所主任委員。:8385-8386
1949年2月5日，黃紹竑、黃旭初到南京謁李宗仁；對於和談問題，李表示最好能做到劃江而治；白崇禧亦如此設想；黃紹竑則認為，在目前強弱懸殊情形下，隔江分治是辦不到的；2月8日，李宗仁命黃旭初攜李宗仁信函往廣州訪問孫科、吳鐵城等人:8805。5月25日，李宗仁代總統令：派黃旭初兼桂林綏靖公署副主任，莫樹、甘麗初為桂林綏靖公署副主任。:892612月4日，代總統李宗仁派黃旭初為華中軍政長官公署副長官。年底受李宗仁所托，經海口轉抵香港，居於尖沙咀，並暗中聯絡反蔣反共勢力，原廣西省政府財政廳廳長韋贄唐，將原桂省財庫運港後，據為己有，使黃旭初仰賴可以讓桂系東山再起的資金幻滅，1951年移居日本橫濱。

## 晚年
因散盡家財，於1958年回到香港，獲下屬安排居住在石硤尾徙置區，出入要依賴九龍巴士2號線代步，只能在《春秋》半月刊賣文維生，同年獲國府聘為國策顧問。1975年11月18日於九龍浸會醫院逝世。